# Phobetes maltezi
Phobetes maltezi är en stekelart som beskrevs av Ian D. Gauld 1997. Phobetes maltezi ingår i släktet Phobetes och familjen brokparasitsteklar. Inga underarter finns listade i Catalogue of Life.